# Daniele Arrigoni
Daniele Arrigoni (Cesena, 28 agosto 1959) è un allenatore di calcio ed ex calciatore italiano, di ruolo difensore, coordinatore delle rappresentative di San Marino.

## Biografia
Anche suo figlio Leonardo è un calciatore.

## Carriera
Dopo una carriera discreta come calciatore (ha infatti giocato anche in Serie A con il Cesena e con l'Udinese), dal 1994 al 1996 è stato l'allenatore del Castel San Pietro Terme Calcio con il quale ha vinto nel 1996 lo scudetto dilettanti, vincendo in finale contro il Mantova, dopo aver battuto in semifinale il Nardò. Nel 2000, alla guida della Vis Pesaro, ottiene la promozione dalla C2 alla serie C1. Si ripete nel 2004 con il Frosinone con la promozione, dopo le esperienze in Serie B 2001-2002 con Messina e 2002-2003 con Palermo.
Nel 2004-2005 esordisce in Serie A alla guida del Cagliari, ottenendo un 10º posto finale. Lascia la panchina alla fine della stagione, passando al Torino, che però fallisce dopo pochi giorni di ritiro, lasciandolo disoccupato. Viene poi richiamato dal Cagliari alla seconda giornata dell'annata seguente. Viene esonerato subito dopo la sua prima partita, l'incontro casalingo contro la Lazio alla seconda giornata.
Nel maggio 2006 diventa l'allenatore del Livorno per la stagione 2006-2007. Dopo la sconfitta 5-1 contro l'Atalanta, nell'ultima giornata del girone di andata, è esonerato verbalmente dal presidente Aldo Spinelli, il quale, accettando le volontà di alcuni senatori amaranto, decide alcuni giorni dopo di rinnovargli la fiducia, reintegrandolo nel ruolo di tecnico della prima squadra. Il 20 marzo 2007 Arrigoni viene poi esonerato dopo una sconfitta per 4-0 in trasferta contro l'Udinese.
L'11 giugno 2007, Arrigoni diventa l'allenatore del Bologna in Serie B portandolo alla promozione in Serie A il 1º giugno 2008. Il presidente felsineo Alfredo Cazzola conferma che, nella stagione di Serie A 2008-2009, l'allenatore del Bologna sarà ancora Arrigoni. La stagione comincia sotto i migliori auspici infatti la squadra espugna il Milan a San Siro per 2-1 alla prima giornata.  Ma poi la classifica del Bologna diventa molto critica ottenendo solo 3 punti nelle successive nove partite e dopo la sconfitta sul campo del Cagliari per 5-1, il 3 novembre 2008 l'allenatore viene esonerato con la squadra al penultimo posto.
Dal 10 febbraio fino al termine della stagione è stato il tecnico della Triestina nel 2009-2010, subentrando all'esonerato Mario Somma.
Il 26 giugno 2010, per la stagione 2010-2011 diventa il nuovo allenatore del Sassuolo, in sostituzione del partente Stefano Pioli, accasatosi al Chievo. L'esperienza si conclude con un esonero il 3 ottobre a causa di una serie di sconfitte; gli subentra Angelo Gregucci. Il 1º novembre 2011 diviene l'allenatore del Cesena per il 2011-2012, subentrando all'esonerato Marco Giampaolo; il contratto è annuale. Debutta sulla panchina bianconera il 6 novembre, perdendo la partita casalinga contro il Lecce (1-0). Il 20 febbraio 2012, dopo la sconfitta casalinga contro il Milan per 3-1 e 14 punti ottenuti nelle sue 14 partite in carica, rescinde consensualmente il contratto con la società.
Dopo un anno trascorso come direttore tecnico del Forlì, nell'agosto 2015 assume la guida delle rappresentative di Lega Pro.
Nel 2020 entra a fare parte della Federazione Calcio sammarinese come coordinatore della Commissione Tecnica.

## Statistiche

### Statistiche da allenatore
Statistiche aggiornate 30 luglio 2022. In grassetto le competizioni vinte.
| Stagione                 | Squadra                  | Campionato               | Campionato | Campionato | Campionato | Campionato | Coppe nazionali | Coppe nazionali | Coppe nazionali | Coppe nazionali | Coppe nazionali | Coppe continentali | Coppe continentali | Coppe continentali | Coppe continentali | Coppe continentali | Altre coppe | Altre coppe | Altre coppe | Altre coppe | Altre coppe | Totale | Totale | Totale | Totale | % Vittorie | Piazzamento        |
| Stagione                 | Squadra                  | Comp                     | G          | V          | N          | P          | Comp            | G               | V               | N               | P               | Comp               | G                  | V                  | N                  | P                  | Comp        | G           | V           | N           | P           | G      | V      | N      | P      | %          | Piazzamento        |
| ------------------------ | ------------------------ | ------------------------ | ---------- | ---------- | ---------- | ---------- | --------------- | --------------- | --------------- | --------------- | --------------- | ------------------ | ------------------ | ------------------ | ------------------ | ------------------ | ----------- | ----------- | ----------- | ----------- | ----------- | ------ | ------ | ------ | ------ | ---------- | ------------------ |
| 1994-1995                | Castel San Pietro        | CND                      | 34         | 11         | 13         | 10         | CI-Dil.         | 2               | 0               | 1               | 1               | -                  | -                  | -                  | -                  | -                  | -           | -           | -           | -           | -           | 36     | 11     | 14     | 11     | 30,56      | 6º                 |
| 1995-1996                | Castel San Pietro        | CND                      | 34+7       | 15+6       | 14+1       | 5          | CI-Dil.         | 2               | 1               | 0               | 1               | -                  | -                  | -                  | -                  | -                  | -           | -           | -           | -           | -           | 43     | 22     | 15     | 6      | 51,16      | 5º                 |
| 1997-1998                | Castel San Pietro        | C2                       | 34         | 9          | 16         | 9          | CI-C            | 4               | 2               | 1               | 1               | -                  | -                  | -                  | -                  | -                  | -           | -           | -           | -           | -           | 38     | 11     | 17     | 10     | 28,95      | 9°                 |
| Totale Castel San Pietro | Totale Castel San Pietro | Totale Castel San Pietro | 109        | 41         | 44         | 24         |                 | 8               | 3               | 2               | 3               |                    | -                  | -                  | -                  | -                  |             | -           | -           | -           | -           | 117    | 44     | 46     | 27     | 37,61      |                    |
| lug.-ott. 1998           | Montevarchi              | C1                       | 7          | 0          | 4          | 3          | CI-C            | 4               | 0               | 4               | 0               | -                  | -                  | -                  | -                  | -                  | -           | -           | -           | -           | -           | 11     | 0      | 8      | 3      | &0,00      | Eson.              |
| 1999-2000                | Vis Pesaro               | C2                       | 34+3       | 15+2       | 13+1       | 6          | CI-C            | 4               | 0               | 0               | 4               | -                  | -                  | -                  | -                  | -                  | -           | -           | -           | -           | -           | 41     | 17     | 14     | 10     | 41,46      | 4º (prom.)         |
| 2000-2001                | Vis Pesaro               | C1                       | 34         | 9          | 12         | 13         | CI-C            | 6               | 4               | 0               | 2               | -                  | -                  | -                  | -                  | -                  | -           | -           | -           | -           | -           | 40     | 13     | 12     | 15     | 32,50      | 12º                |
| Totale Vis Pesaro        | Totale Vis Pesaro        | Totale Vis Pesaro        | 71         | 26         | 26         | 19         |                 | 10              | 4               | 0               | 6               |                    | -                  | -                  | -                  | -                  |             | -           | -           | -           | -           | 81     | 30     | 26     | 25     | 37,04      |                    |
| 2001-2002                | Messina                  | B                        | 36         | 10         | 14         | 12         | CI              | 7               | 5               | 1               | 1               | -                  | -                  | -                  | -                  | -                  | -           | -           | -           | -           | -           | 43     | 15     | 15     | 13     | 34,88      | Eson., Sub. 16º    |
| sett. 2002-feb. 2003     | Palermo                  | B                        | 21         | 8          | 6          | 7          | CI              | -               | -               | -               | -               | -                  | -                  | -                  | -                  | -                  | -           | -           | -           | -           | -           | 21     | 8      | 6      | 7      | 38,10      | Sub., Eson.        |
| ott. 2003-2004           | Frosinone                | C2                       | 25         | 15         | 8          | 2          | CI-C            | -               | -               | -               | -               | -                  | -                  | -                  | -                  | -                  | -           | -           | -           | -           | -           | 25     | 15     | 8      | 2      | 60,00      | Sub., 1º (prom.)   |
| 2004-2005                | Cagliari                 | A                        | 38         | 10         | 14         | 14         | CI              | 8               | 4               | 1               | 3               | -                  | -                  | -                  | -                  | -                  | -           | -           | -           | -           | -           | 46     | 14     | 15     | 17     | 30,43      | 12º                |
| sett. 2005               | Cagliari                 | A                        | 1          | 0          | 1          | 0          | CI              | -               | -               | -               | -               | -                  | -                  | -                  | -                  | -                  | -           | -           | -           | -           | -           | 1      | 0      | 1      | 0      | &0,00      | Sub., Dimiss.      |
| Totale Cagliari          | Totale Cagliari          | Totale Cagliari          | 39         | 10         | 15         | 14         |                 | 8               | 4               | 1               | 3               |                    | -                  | -                  | -                  | -                  |             | -           | -           | -           | -           | 47     | 14     | 16     | 17     | 29,79      |                    |
| lug. 2006-mar. 2007      | Livorno                  | A                        | 28         | 6          | 11         | 11         | CI              | 2               | 0               | 1               | 1               | CU                 | 8                  | 3                  | 2                  | 3                  | -           | -           | -           | -           | -           | 38     | 9      | 14     | 15     | 23,68      | Eson.              |
| 2007-2008                | Bologna                  | B                        | 42         | 24         | 12         | 6          | CI              | 2               | 1               | 1               | 0               | -                  | -                  | -                  | -                  | -                  | -           | -           | -           | -           | -           | 44     | 25     | 13     | 6      | 56,82      | 2º (prom.)         |
| lug.-nov. 2008           | Bologna                  | A                        | 9          | 2          | 0          | 7          | CI              | 2               | 2               | 0               | 0               | -                  | -                  | -                  | -                  | -                  | -           | -           | -           | -           | -           | 11     | 4      | 0      | 7      | 36,36      | Eson.              |
| Totale Bologna           | Totale Bologna           | Totale Bologna           | 51         | 26         | 12         | 13         |                 | 4               | 3               | 1               | 0               |                    | -                  | -                  | -                  | -                  |             | -           | -           | -           | -           | 55     | 29     | 13     | 13     | 52,73      |                    |
| feb.-giu. 2010           | Triestina                | B                        | 18+2       | 6          | 6+1        | 6+1        | CI              | -               | -               | -               | -               | -                  | -                  | -                  | -                  | -                  | -           | -           | -           | -           | -           | 20     | 6      | 7      | 7      | 30,00      | Sub., 18º, (retr.) |
| lug.-ott. 2010           | Sassuolo                 | B                        | 7          | 2          | 1          | 4          | CI              | 1               | 1               | 0               | 0               | -                  | -                  | -                  | -                  | -                  | -           | -           | -           | -           | -           | 8      | 3      | 1      | 4      | 37,50      | Eson.              |
| nov. 2011-feb. 2012      | Cesena                   | A                        | 14         | 4          | 1          | 9          | CI              | 2               | 1               | 0               | 1               | -                  | -                  | -                  | -                  | -                  | -           | -           | -           | -           | -           | 16     | 5      | 1      | 10     | 31,25      | Sub., eson.        |
| Totale carriera          | Totale carriera          | Totale carriera          | 428        | 154        | 149        | 125        |                 | 46              | 21              | 10              | 15              |                    | 8                  | 3                  | 2                  | 3                  |             | -           | -           | -           | -           | 482    | 178    | 161    | 143    | 36,93      |                    |

#### Nazionale italiana universitaria
| lug. 2019                   | Italia universitaria        | Universiadi 2019            | 3º                          | 5 | 3 | 2 | 0 | 60,00 | 10 | 5 | +5 |
| Totale Italia universitaria | Totale Italia universitaria | Totale Italia universitaria | Totale Italia universitaria | 5 | 3 | 2 | 0 | 60,00 | 10 | 5 | +5 |

## Palmarès

### Giocatore

#### Competizioni nazionali
- Campionato Interregionale: 1

San Marino: 1987-1988
- Serie C2: 1

Siena: 1989-1990

#### Competizioni internazionali
- Coppa Mitropa: 1

Udinese: 1979-1980

### Allenatore

#### Competizioni nazionali
- Scudetto Dilettanti: 1

Castel San Pietro: 1995-1996
- Serie C2: 1

Frosinone: 2003-2004

#### Nazionale
- Universiadi:   1

Italia: Campania 2019